# Justus T. Strauch
Justus Thomas Strauch (* 25. Juli 1968 in Hildesheim) ist ein deutscher Herz- und Thoraxchirurg und Direktor der Klinik für Herz- und Thoraxchirurgie am Berufsgenossenschaftlichen Universitätsklinikum Bergmannsheil, das zum Universitätsklinikum der Ruhr-Universität Bochum (UK RUB) gehört.

## Leben
Justus T. Strauch studierte Medizin an der Medizinischen Hochschule Hannover. Nach seiner Approbation arbeitete er zunächst in der Abteilung für Thorax-, Herz- und Gefäßchirurgie der Georg-August-Universität Göttingen (Universitätsmedizin), später in der Abteilung für Herz-, Thorax- und Gefäßchirurgie der Friedrich-Schiller-Universität Jena (Universitätsklinikum). Für Forschungsarbeiten war Strauch zwischenzeitlich zwei Jahre am Mount Sinai Medical Center in New York.
2005 folgte ein Wechsel an die Universität zu Köln (Uniklinik). Hier wurde Strauch Oberarzt der Herz- und Thoraxchirurgie. 2006 übernahm er die Leitung des Schwerpunkts Thoraxchirurgie und habilitierte dort auch. 2008 wurde er Leiter des Schwerpunkts minimal invasive Aortenklappenchirurgie. Zum 1. November 2010 wurde Strauch zum neuen Direktor der Klinik für Herz- und Thoraxchirurgie des Bergmannsheil berufen. Das Krankenhaus ist Standort des Universitätsklinikums der Ruhr-Universität Bochum (UK RUB).

## Auszeichnungen/Preise
- 2003 Dos Santos Prize der European Society for Cardiovascular Surgery, Istanbul, Türkei (Vortrag: Importance of extrasegmental vessels for spinal cord blond supply in a chronic porcine mode)
- 2008 Wissenschaftspreis der Ulrich-Karsten-Stiftung, Forschungspreis der Deutschen Gesellschaft für Thorax-, Herz- und Gefäßchirurgie, verliehen auf der dritten gemeinsamen Jahrestagung der Deutschen, Österreichischen und Schweizerischen Gesellschaften, Innsbruck (Vortrag: Die antegrade selektive Hirnperfusion – Ein neuroprotektives Verfahren in der thorakalen Aortenchirurgie)

## Veröffentlichungen
Strauch hat 65 Veröffentlichungen verfasst bzw. daran als Co-Autor mitgewirkt. Eine Auswahl der Beiträge ist in der Literaturdatenbank pubmed.com aufgelistet.